# Quintenic
Quintenic (bret. Kistenid) – miejscowość i gmina we Francji, w regionie Bretania, w departamencie Côtes-d’Armor.
Według danych na rok 1990 gminę zamieszkiwały 263 osoby, a gęstość zaludnienia wynosiła 35 osób/km² (wśród 1269 gmin Bretanii Quintenic plasuje się na 964. miejscu pod względem liczby ludności, natomiast pod względem powierzchni na miejscu 930.).